# Dichaetomyia rota
Dichaetomyia rota este o specie de muște din genul Dichaetomyia, familia Muscidae, descrisă de John Otterbein Snyder în anul 1965.
Este endemică în Northern Marianas. Conform Catalogue of Life specia Dichaetomyia rota nu are subspecii cunoscute.